# Соломчук Володимир Володимирович
Володи́мир Володи́мирович Соломчу́к (30 жовтня 1992 — 5 вересня 2014) — старший солдат Збройних сил України. Учасник війни на сході України.

## Життєпис
Народився 1992 року в місті Деражня (Хмельницька область). Закінчив Деражнянську ЗОШ № 3, потім — Хмельницький політехнічний коледж. 2012 року призваний на строкову службу до ЗСУ, 2013-го перейшов по контракту.
Займав активну громадянську позицію, входив до складу молодіжної громадської організації «Ліга молоді Деражнянщини».
Командир відділення, 80-та окрема аеромобільна бригада. 28 серпня зупинився під Металістом, де був обстріляний з артилерії терористами. Іван між обстрілами встигнув привітати маму з днем народження.
5 вересня 2014-го біля міста Щастя загинув у бою з російським диверсійним підрозділом — під час «перемир'я» десантники з боями відходили від Луганського аеропорту. У часі бою з російським диверсійним підрозділом 97 українських вояків на 6 БТРах й 2 танках (1 БТР підірвали — не заводився) зайняли кругову оборону між селами Цвітні Піски й Стукалова Балка, відбиваючи натиск терористів у числі 240—260 осіб. По тому потрапили в засідку на техніці в русі — знали про неї, однак вирішили прориватися. Після прибуття підрозділу під населений пункт Щастя було констатовано відсутність БТР-80 № 129, поранення зазнали 9 бійців. В бою загинули: прапорщик Анатолій Гаврилюк, сержант Іван Лемещук, молодші сержанти Степан Бродяк та Іван Сова, солдат Руслан Степула. Вважалися зниклими безвісти: старший лейтенант Пилипчук Юрій Юрійович, лейтенант Ігор Петрівський, сержант Олексій Ващук, молодші сержанти Віктор Бражнюк, Гураль Олег Володимирович, старший солдат Володимир Соломчук, солдати Сергій Боднар, Ватаманюк Сергій Миколайович, Іван Воробель, Корнач Сергій Сергійович, Підгайний Микола Йосипович, Роман Симпович, Слободян Едуард Геннадійович, Турчин Михайло Степанович, Микола Федус. Вважаються полоненими капітан Кондрацький Віталій Володимирович, солдати Гринюк Микола Володимирович, Клим'юк Олександр Юрійович.
БТР, на якому знаходився Володимир, підірвався на фугасі, з'їхав у кювет, по інерції проїхав через лісосмугу. На БТРі та всередині знаходилась більшість військовослужбовців 3-го взводу 5-ї роти батальйону. Решта техніки колони після бою продовжила рух у напрямку села Щастя, підбитий БТР змушено полишили.
Як тимчасово невстановлений захисник України похований із військовими почестями у місті Дніпропетровськ. Особа встановлена за тестом ДНК, 16 лютого 2015-го перепохований в місті Деражня.
Без сина лишились батьки.

## Нагороди та вшанування
- орденом «За мужність» III ступеня (23.5.2015, посмертно)
- у вересні 2015-го в Деражні відбувся чемпіонат з міні-футболу, присвячений пам'яті Володимира Соломчука
- в травні 2016-го у деражнянській ЗОШ відкрито меморіальну дошку випускнику Володимиру Соломчуку
- Його портрет розміщений на меморіалі «Стіна пам'яті полеглих за Україну» у Києві: секція 4, ряд 1, місце 27
- Вшановується в меморіальному комплексі «Зала пам'яті», в щоденному ранковому церемоніалі 5 вересня[1]